# Katedrála Zjevení Panny Marie
Římskokatolická katedrála Zjevení Panny Marie v brazilském hlavním městě Brasília (port. Catedral Metropolitana de Nossa Senhora Aparecida) je katedrálním kostelem arcidiecéze Brasília.
Stavba je dílem architekta Oscara Niemeyera. Dokončena byla v květnu 1970. V červenci 1990 byla prohlášena národní historickou a uměleckou památkou. 

## Historie

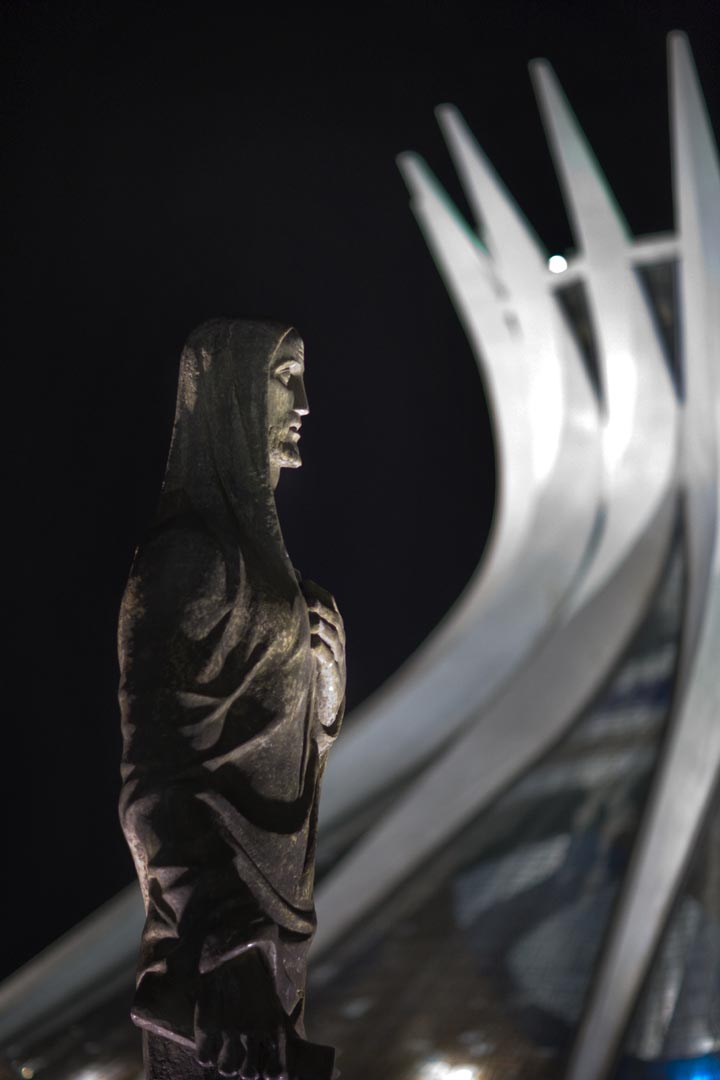
Noční pohled

Základní kámen stavby byl položen 12. září 1958. Stavba se rozběhla, ale poté, co skončil prezidentský mandát Juscelina Kubitscheka, se postup prací zpomalil. Ačkoli je pravděpodobné, že Kubitschek zamýšlel katedrálu jako ekumenickou, kterou zaplatí stát, vláda na její stavbu posléze odmítla poskytnout finance. Byla tak předána k dokončení katolické církvi. Vysvěcena byla 12. října 1968, když ještě neměla střechu, oficiálně otevřena byla 31. května 1970. 

## Popis
Katedrála má půdorys kruhu s průměrem 70 m a je zapuštěna do země, takže zvenčí je vidět jen její 42 m vysoká střecha. Opěrnou konstrukci tvoří 16 betonových sloupů ve tvaru hyperboloidu, z nichž každý váží 90 tun. Vnější střecha sestává z 16 plátů sklolaminátu, 30 metrů dlouhých a u paty 10 metrů širokých. Pod nimi je zavěšena vitráž vytvořená v roce 1990 Mariannou Peretti.
Přístupovou cestu ke katedrále lemují třímetrové bronzové sochy 4 evangelistů (Matouš, Marek, Lukáš vlevo, Jan vpravo), které vytvořil sochař Dante Croce v roce 1968. Samostatně stojí 20 metrů vysoká zvonice se čtyřmi zvony. 
Kolem katedrály je mělká vodní nádrž, široká 12 m, která působí i jako přirozená klimatizace. Vstup je tmavým podzemním tunelem. Ve vnitřním prostoru katedrály se vznášejí sochy tří andělů o váze 100 až 300 kilogramů. Ve spolupráci s Dantem Croce je vytvořil Alfredo Ceschiatti. Oltář chrámu věnoval papež Pavel VI.

## Pritzkerova cena
Za projekt katedrály získal Niemeyer v roce 1988 prestižní Pritzkerovu cenu.

## Galerie

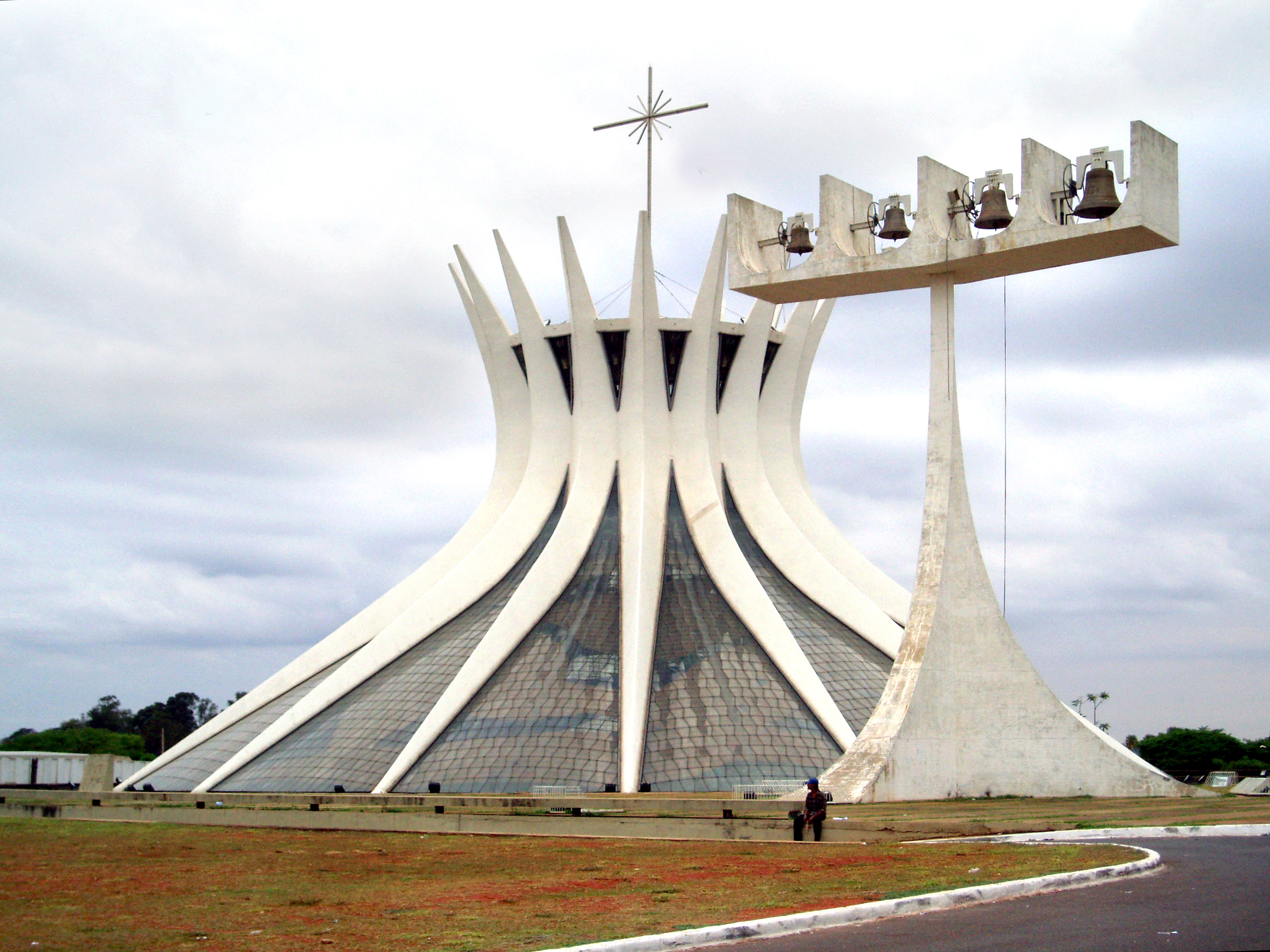
Katedrála se zvonicí
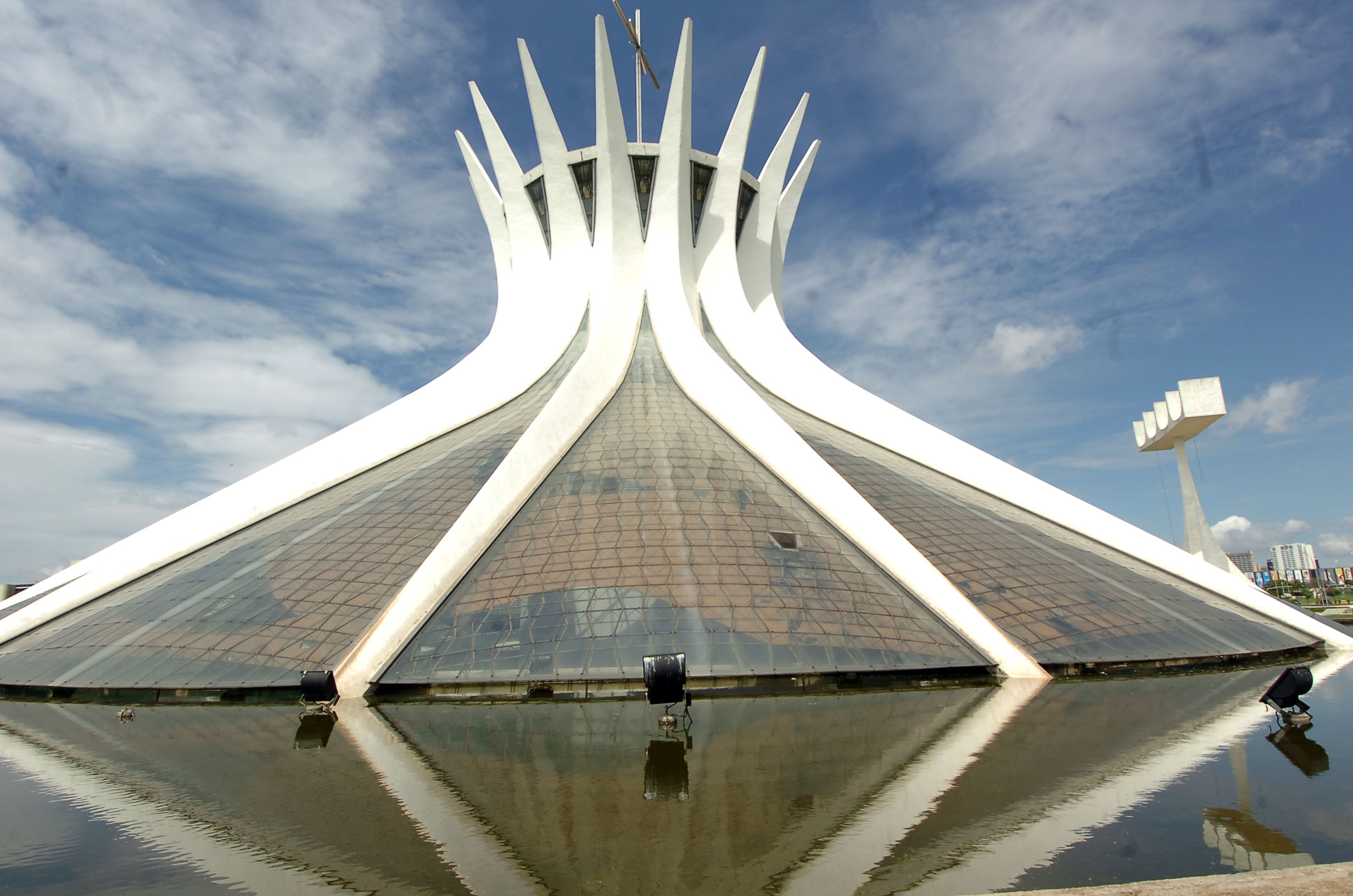
Vodní nádrž obklopující katedrálu
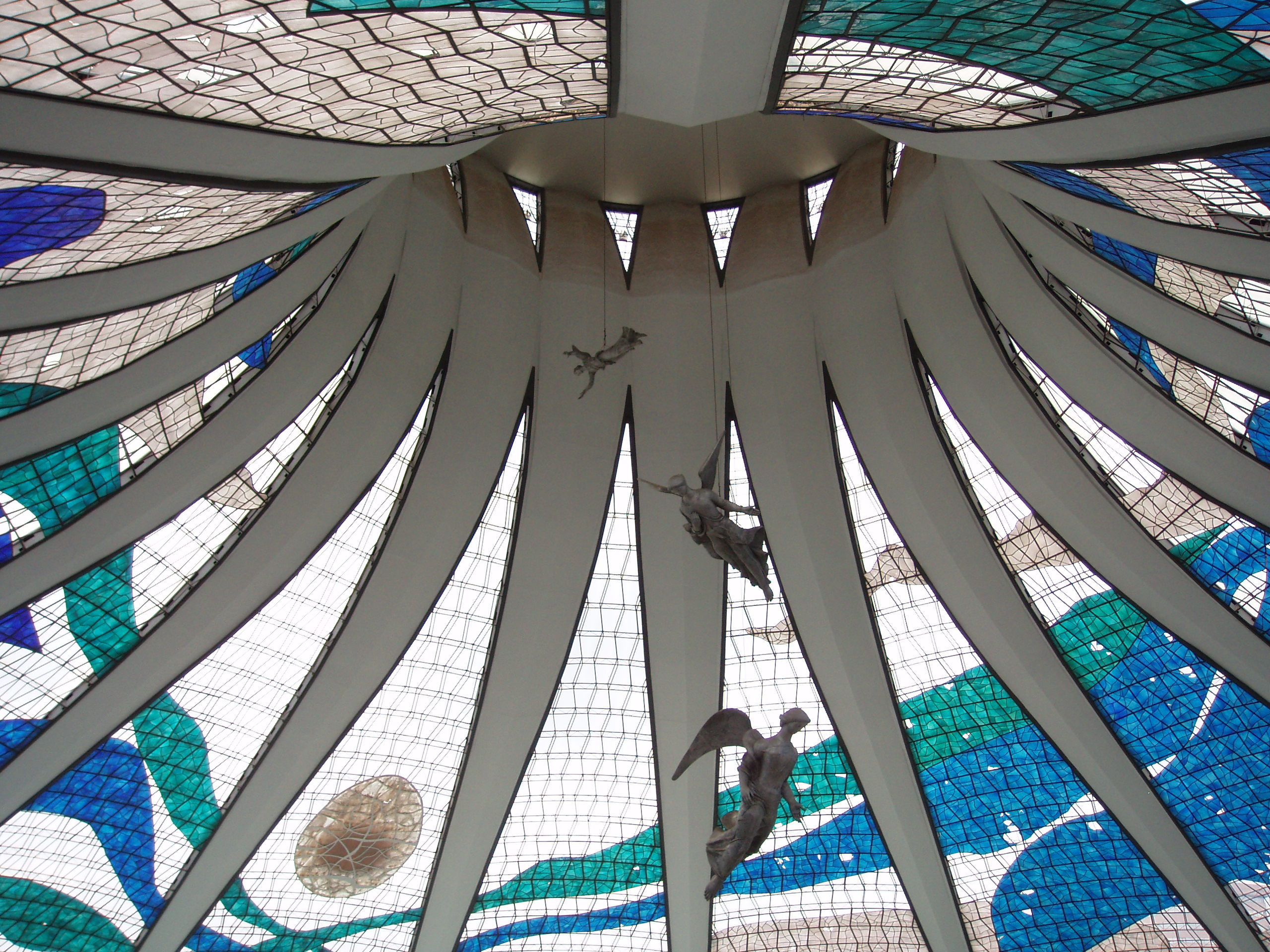
Interiér katedrály